# Список вулканів Фіджі
Далі представлений список діючих і згаслих вулканів Фіджі .
| Назва      | Висота | Висота | Location                                                    | Останнє виверження |
| Назва      | метри  | фути   | Координати                                                  | Останнє виверження |
| ---------- | ------ | ------ | ----------------------------------------------------------- | ------------------ |
| Коро       | 522    | 1713   | 17°19′ пд. ш. 179°24′ сх. д. / 17.32° пд. ш. 179.40° сх. д. | Голоцен            |
| Набукелеву | 805    | 2641   | 19°07′ пд. ш. 177°59′ сх. д. / 19.12° пд. ш. 177.98° сх. д. | 1660 ± 30          |
| Ротума     | 256    | 840    | 12°30′ пд. ш. 177°05′ сх. д. / 12.50° пд. ш. 177.08° сх. д. | Голоцен            |
| Тавеуні    | 1241   | 4071   | 16°49′ пд. ш. 179°58′ зх. д. / 16.82° пд. ш. 179.97° зх. д. | 1550 ± 100         |